# Comuna Sulkivka, Hmilnîk
Sulkivka (în ucraineană Сулківка) este o comună în raionul Hmilnîk, regiunea Vinnița, Ucraina, formată din satele Nova Sulkivka, Sulkivka (reședința) și Torciîn.

## Demografie
Componența lingvistică a satului Sulkivka
     Ucraineană (99,05%)
     Alte limbi (0,95%)
Conform recensământului din 2001, majoritatea populației satului Sulkivka era vorbitoare de ucraineană (99,05%), existând în minoritate și vorbitori de alte limbi.